# 6356 Tairov
6356 Tairov este un asteroid din centura principală de asteroizi.

## Descriere
6356 Tairov este un asteroid din centura principală de asteroizi. A fost descoperit pe 26 august 1976 la Observatorul de Astrofizică din Crimeea de Nikolai Cernîh. El prezintă o orbită caracterizată de o semiaxă mare de 2,62 ua, o excentricitate de 0,18 și o înclinație de 14,4° în raport cu ecliptica.